# Meći (strefa)
Meći (nep. मेची अञ्चली) – jedna ze stref w regionie Purwańćal, w Nepalu. Stolicą tej strefy jest miasto Ilam, ale największym miastem jest Damak.
Meći dzieli się na 4 dystrykty:
- Dystrykt Ilam (Ilam),
- Dystrykt Jhapa (Chandragadhi),
- Dystrykt Panchthar (Phidim),
- Dystrykt Taplejung (Taplejung).